# Museum of Modern Art
Muzeul de Artă Modernă din New York (în engleză Museum of Modern Art), supranumit și MoMA, a fost fondat în anul 1929, după ce fusese inițial o instituție de învățământ artistic. Muzeul deține o sală de sculptură și săli de pictură, cu aproximativ 150.000 de picturi. 
Muzeul adăpostește picturi celebre ca: Noapte înstelată de Vincent Van Gogh, Les Demoiselles d'Avignon de Pablo Picasso, Boneta de Georges Seurat ș.a.
Totodată, Muzeul de Artă Modernă din orașul New York mai deține și Biblioteca Muzeului, unde există în jur de 300.000 de cărți, cât și Arhivele Muzeului. Muzeul are un rol bine definit de instituție care educă și creează oportunități prin diferitele conferințe, simpozioane sau colocvii ce se țin aici.

## Galerie de imagini

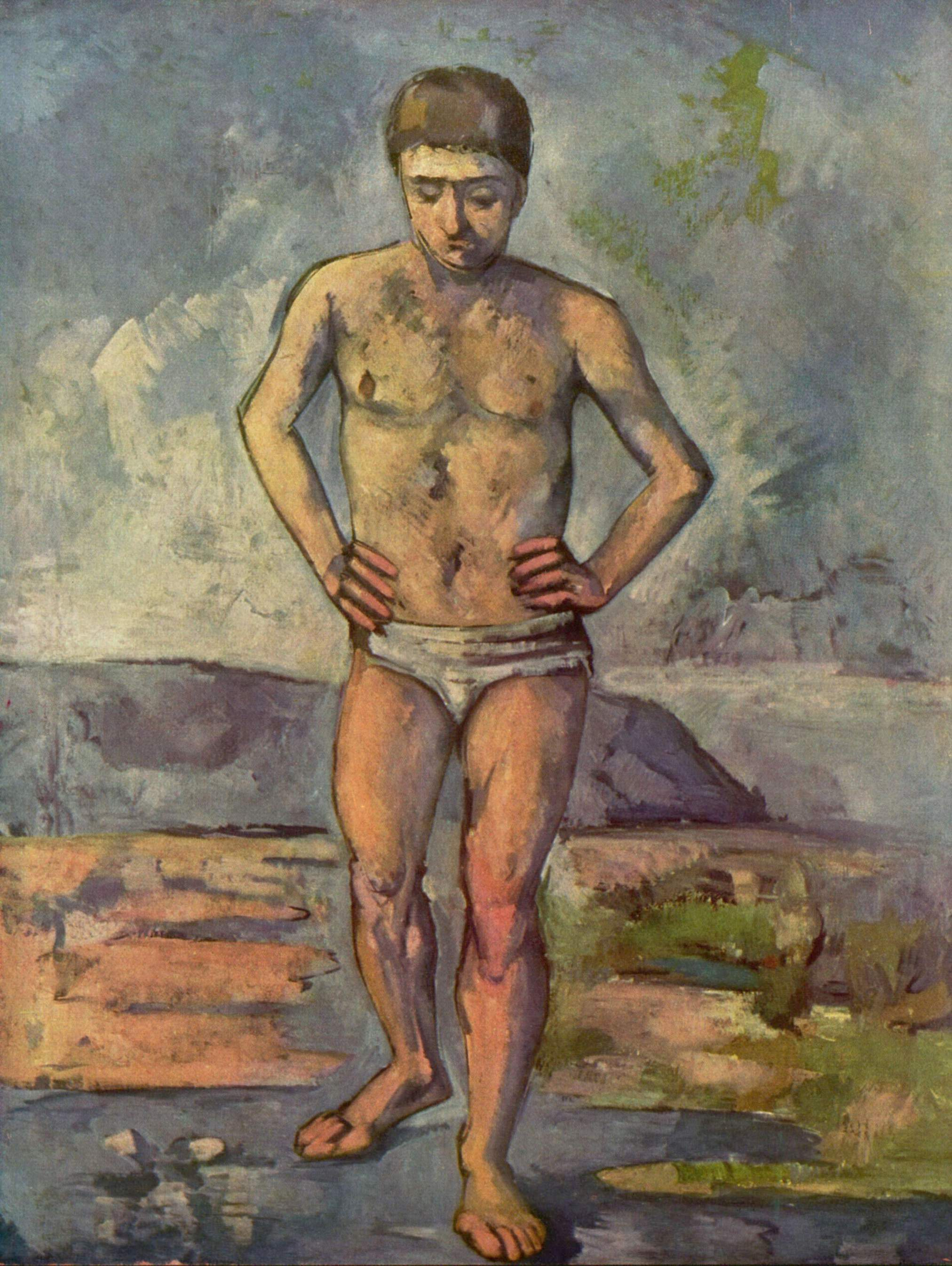
Înnotătorul, de Paul Cézanne
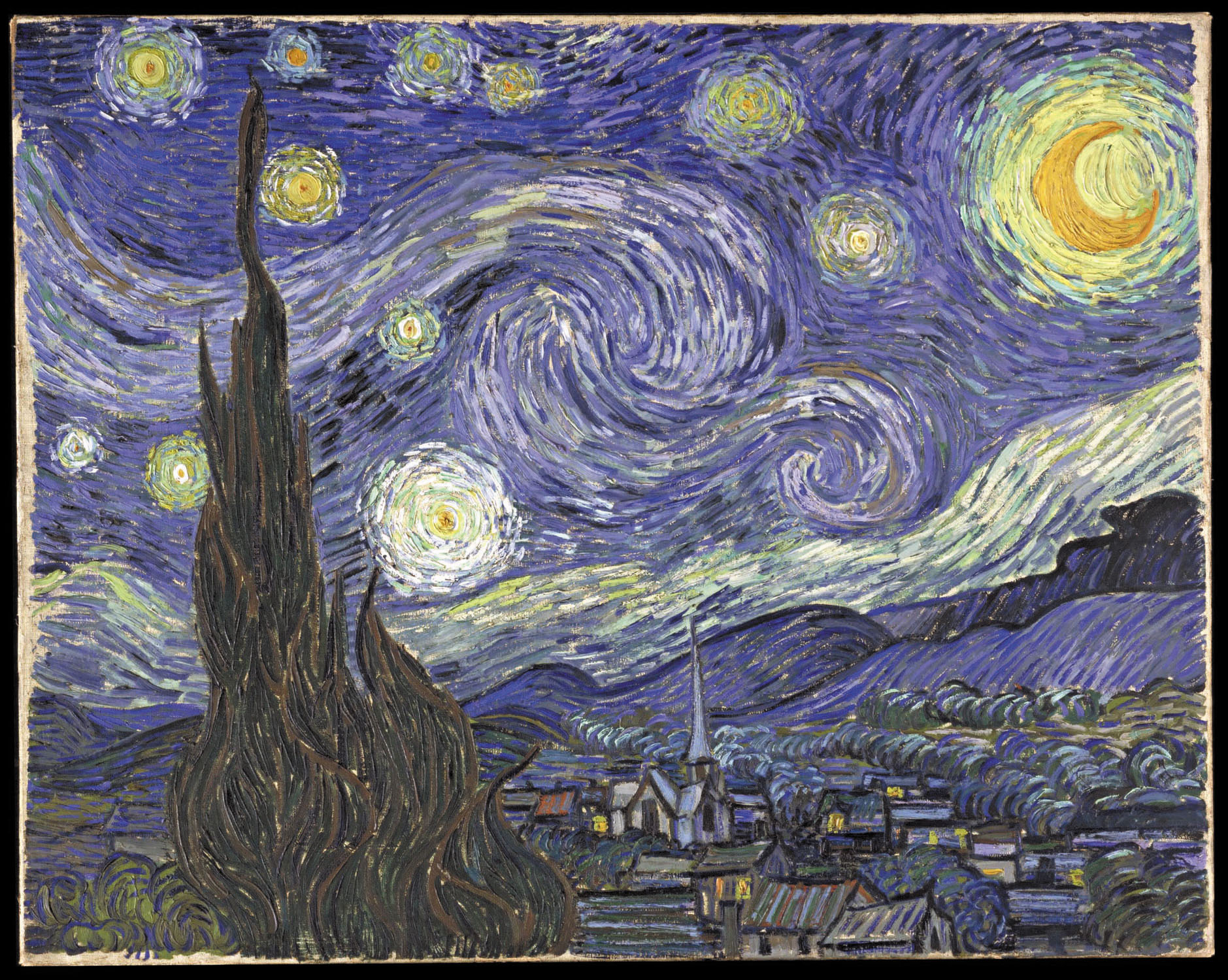
Noapte înstelată, de Vincent van Gogh
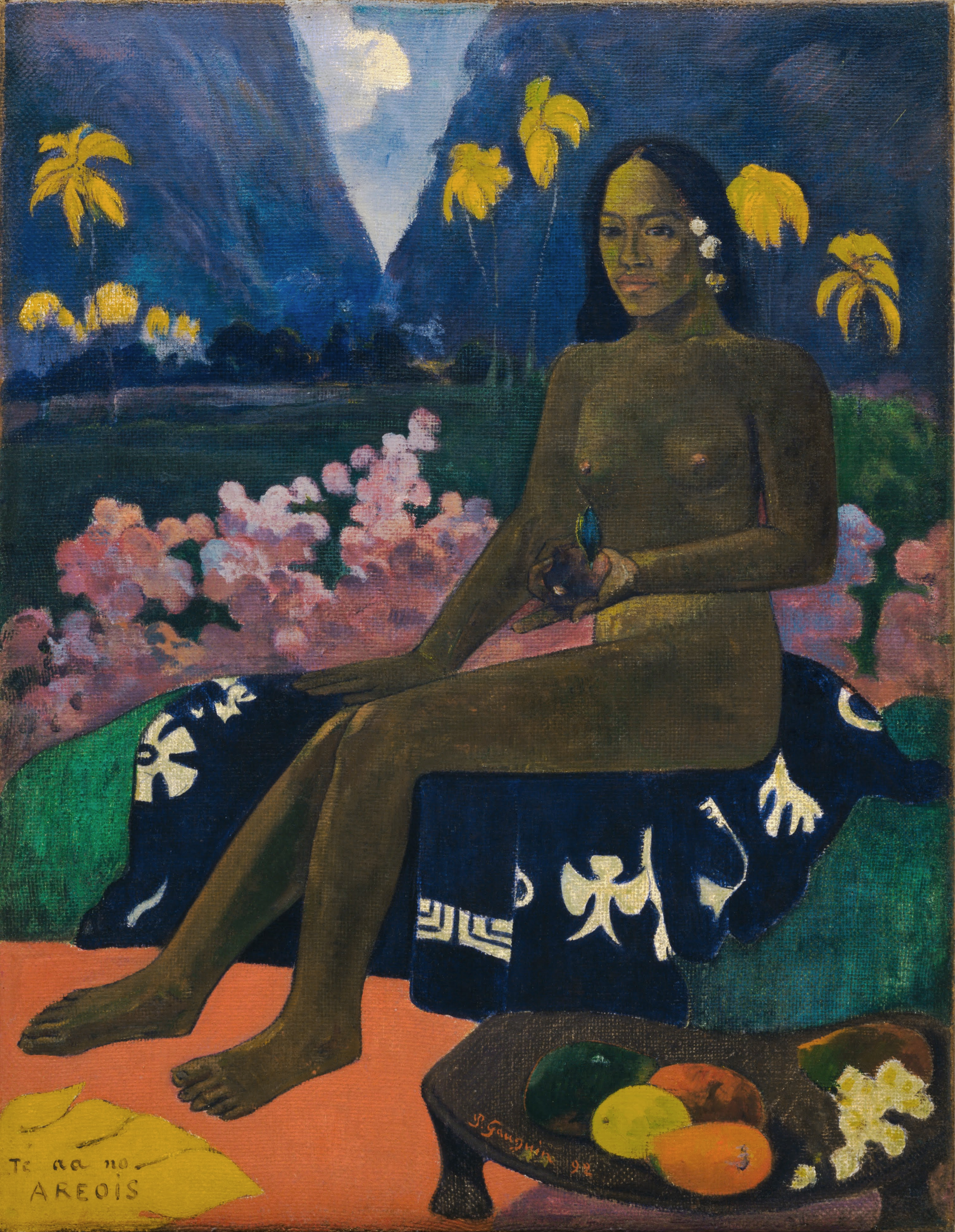
Areoi, de Paul Gauguin
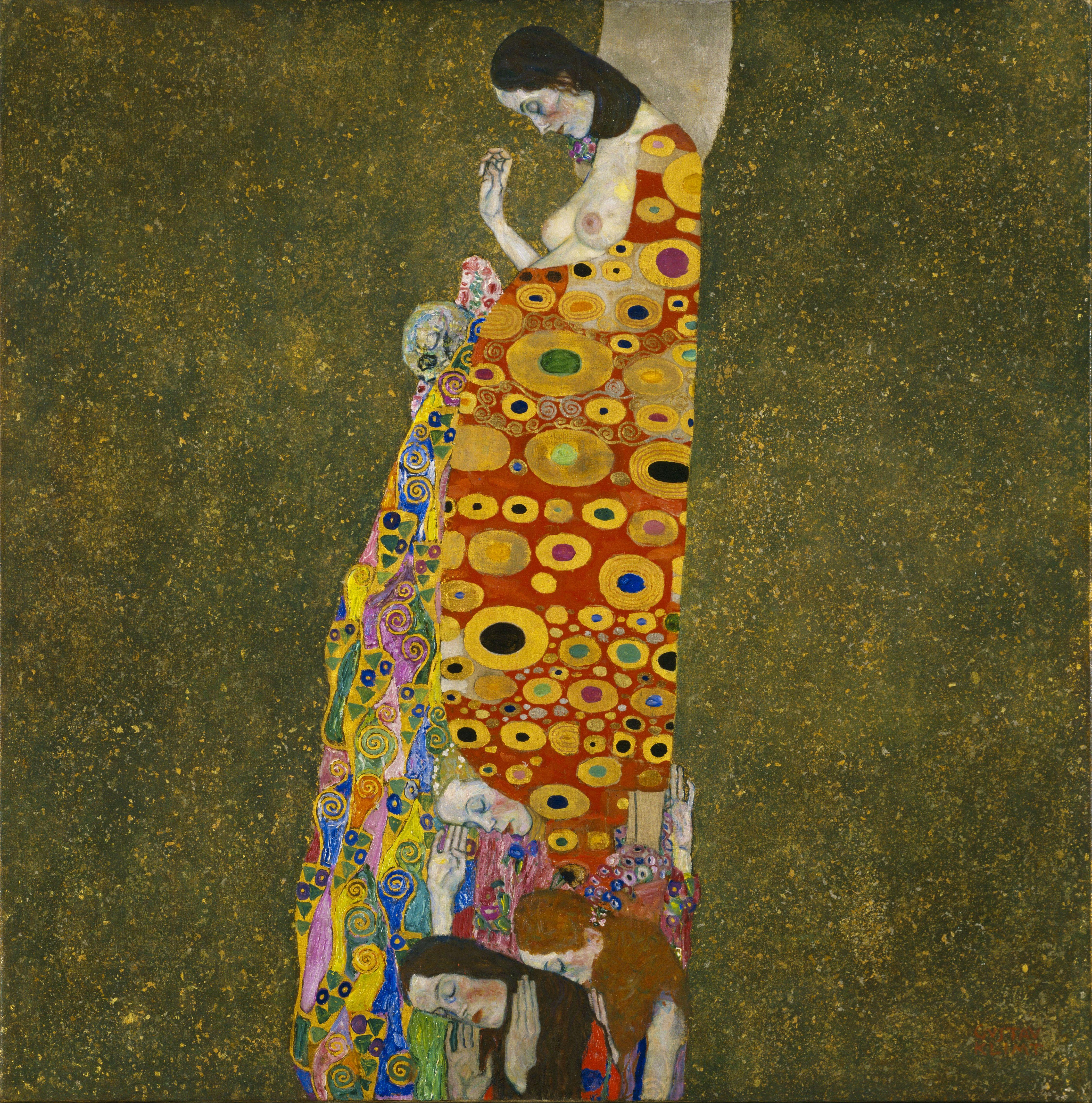
Speranța 2, de Gustav Klimt